# Daniël Théodore Gevers van Endegeest

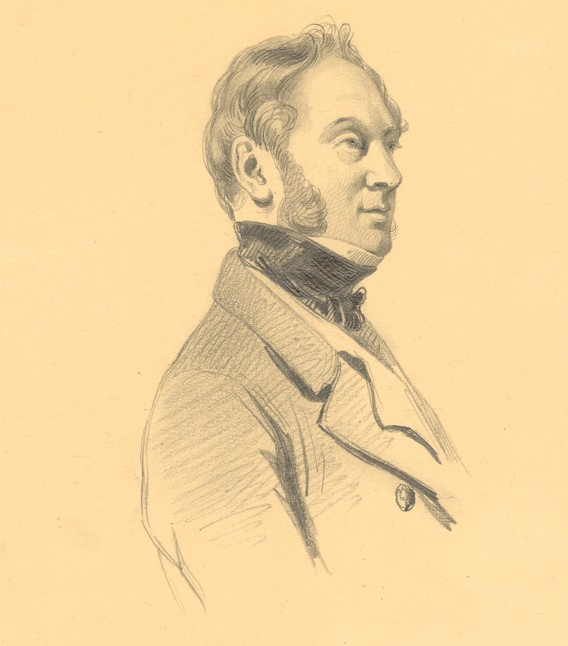
Daniël Théodore Gevers van Endegeest (1843)

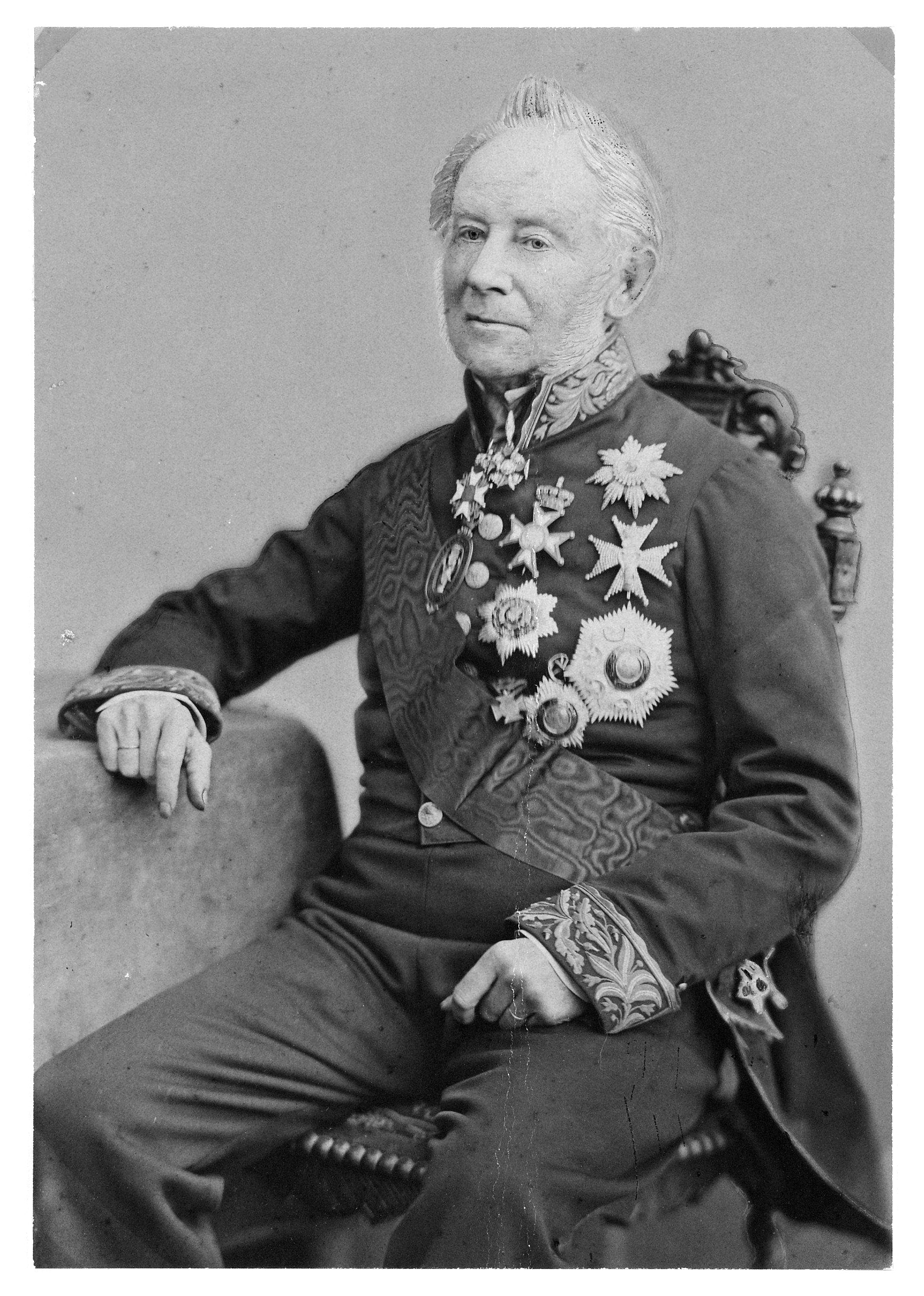
Daniël Théodore Gevers van Endegeest (um 1855)

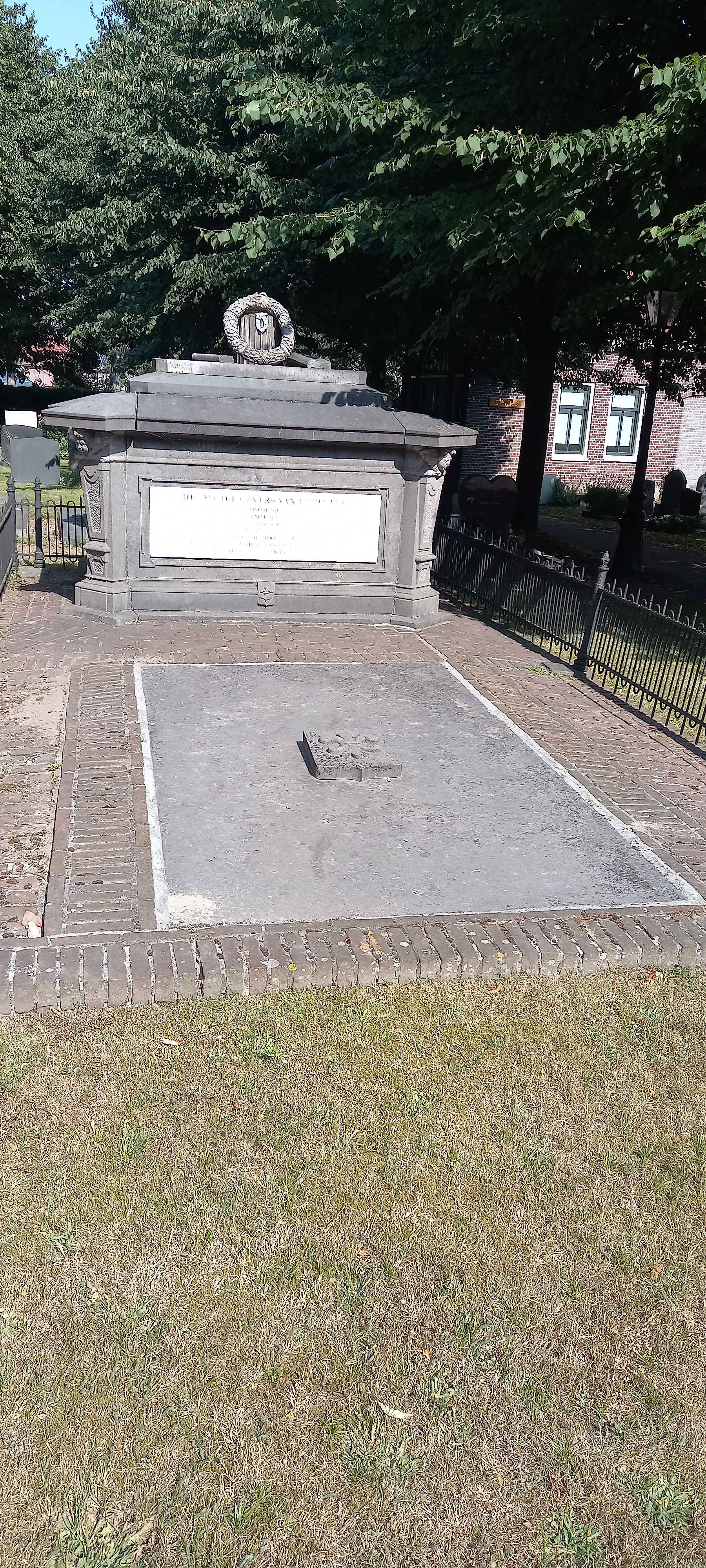
Grab von Daniël Théodore Gevers van Endegeest auf dem reformierten Friedhof an der „Groene Kerk“ in Oegstgeest.

Jhr. Daniël Théodore Gevers van Endegeest (* 25. August 1793 in Rotterdam; † 27. Juli 1877 in Oegstgeest, Provinz Zuid-Holland) war ein niederländischer Rechtsanwalt und konservativer Politiker, der unter anderem 1840 eine wichtige Rolle bei der Trockenlegung des Haarlemmermeers spielte und zwischen 1842 und 1843 erstmals als Vorsitzender der Zweiten Kammer der Generalstaaten fungierte. Er war zunächst ein gemäßigter Reformbefürworter, wandte sich jedoch 1848 gegen die Verfassungsrevision. Nachdem er von 1855 bis 1856 erneut Vorsitzender der Zweiten Kammer war, bekleidete er zwischen 1856 und 1858 im Kabinett Van der Brugghen den Posten des Außenministers.

## Leben
Jonkheer Daniël Théodore Gevers van Endegeest stammte aus einem Rotterdamer Adelsgeschlecht und war einer der Söhne von Jonkheer Dirk Cornelis Gevers (1763–1839), der Beamter in Rotterdam, Friedensrichter und Mitglied der Provinzregierung (Gedeputeerde Staten) des südlichen Teils der Niederlande und ein Enkel von Abraham Gevers (1712–1780), der mehrmals das Amt als Bürgermeister von Rotterdam bekleidete. Nach dem Studium der Rechtswissenschaften war er als Rechtsanwalt und Beamter in Den Haag tätig und wurde 1826 Ehrenmitglied der Gesellschaft zur Förderung der Landwirtschaft in Amsterdam. Nachdem er zwischen 1831 und Oktober 1838 zum Innenministerium abgeordnet war, wurde er am 15. Oktober 1838 erstmals Mitglied der Zweiten Kammer der Generalstaaten (Tweede Kamer der Staten-Generaal), der er bis zum 13. Februar 1849 angehörte, wobei er zwischen 1838 und 1840 zunächst Holland sowie von 1840 bis 1849 die Provinz Zuid-Holland vertrat. 1840 spielte er eine wichtige Rolle bei der Trockenlegung des Haarlemmermeers und fungierte als Nachfolger von Edmond Willem van Dam van Isselt vom 18. Oktober 1842 bis zu seiner Ablösung durch Johannes Luyben am 16. Oktober 1843 erstmals als Vorsitzender der Zweiten Kammer. 1847 gehörte er zu den 23 Mitgliedern, die gegen Kapitel IV (Justiz) des Haushalts für 1848 und 1849 stimmten. Der Haushalt wurde mit allerdings 35 zu 23 Stimmen angenommen. Ferner gehörte er 1847 zu der Mehrheit, die gegen den Gesetzentwurf zum städtischen und ländlichen Wahlrecht stimmte, der letztendlich mit 31 zu 27 Stimmen abgelehnt wurde. 1848 stimmte er in erster Lesung allen Vorschlägen zur Verfassungsrevision zu, fehlte allerdings bei der zweiten Lesung.
Nachdem Gevers van Endegeest als Vertreter der Provinz Zuid-Holland vom 13. Februar 1849 bis 20. August 1850 der Ersten Kammer der Generalstaaten (Eerste Kamer der Staten-Generaal) als Mitglied angehörte, wurde er im Wahlkreis „Leiden“ erneut zum Mitglied der Zweiten Kammer gewählt und gehörte dieser zwischen dem 7. Oktober 1850 und dem 26. April 1853 an. Im Februar 1851 wurde er für das Amt des dritten Vorsitzenden der Zweiten Kammer nominiert, wobei der konservativ-liberale Willem Boreel van Hogelanden zum neuen Vorsitzenden gewählt wurde. Bei den allgemeinen Wahlen 1852 konnte er sich im Wahlkreis „Leiden“ gegen Jacobus Mattheüs de Kempenaer und Guillaume Groen van Prinsterer durchsetzen. Bei den allgemeinen Wahlen 1853 wurde er im ersten Wahlgang im Wahlkreis „Leiden“ wiedergewählt und konnte dieses Mal gegen Pieter Philip van Bosse und Johan Rudolf Thorbecke besiegen. Er war daraufhin vom 14. Juni 1853 bis 23. Juni 1856 für den Wahlkreis „Leiden“ abermals Mitglied der Zweiten Kammer. Er wurde im Juni 1853, September 1853 und September 1854 jeweils für das Amt des Zweiten Vorsitzenden der Zweiten Kammer nominiert, dabei konnte er sich im Juni 1853 im vierten Wahlgang mit 30 zu 28 Stimmen gegen Guillaume Groen van Prinsterer sowie im September 1853 ebenfalls im vierten Wahlgang mit 26 gegen 17 Stimmen gegen Frederik van Rappard durchsetzen, während er im September 1854 ohne Gegenkandidaten zum Zweiten Vorsitzenden der Zweiten Kammer und damit zum Stellvertreter des Kammervorsitzenden Willem Boreel van Hogelanden. Am 18. September 1855 wurde er schließlich für das Amt des Vorsitzenden nominiert und besiegte im zweiten Wahlgang mit 31 gegen 24 Stimmen Martin Pascal Hubert Strens, wodurch er Nachfolger von Boreel van Hogelanden Voorzitter van de Tweede Kamer der Staten-Generaal und damit Präsident dieser Parlamentskammer wurde. Das Amt des Vorsitzenden der Zweiten Kammer bekleidete er vom 20. September 1855 bis zu seiner Ablösung durch den konservativ-liberalen Jan Karel van Goltstein am 4. Juli 1856. Als Kammervorsitzender war er zwischen dem 20. September 1855 und dem 4. Juli 1856 Vorsitzender der Zentralabteilung sowie Vorsitzender des Haushaltsausschusses der Zweiten Kammer. Bei den allgemeinen Wahlen 1956 konnte er sich gegen Bernard Jan Gratama durchsetzen. 
Am 23. Juni 1856 wurde Daniël Théodore Gevers van Endegeest durch Königlichen Beschluss zum Außenminister (Minister van Buitenlandse Zaken) ernannt und bekleidete dieses Ministeramt im Kabinett Van der Brugghen vom 1. Juli 1856 bis zum 18. März 1858. Im März 1857 gelang es, mit Dänemark einen Vertrag über die Rückzahlung des Sundzolls abzuschließen. Im Juni 1857 wurde dieser Vertrag rechtlich genehmigt. Ein von ihm verteidigter Handels- und Schifffahrtsvertrag mit Belgien wurde am 23. Februar 1858 in der Zweiten Kammer mit 62 gegen eine Stimme von Cornelis van Foreest abgelehnt. 
Nach 1858 bekleidete Gevers van Endegeest kein weiteres Amt in Parlament oder Regierung, engagierte sich aber seit 1858 im Rat des Wasserverbandes Rheinland und fungierte von 1862 bis zu seinem Rücktritt nach Inkrafttreten des neuen Hochschulgesetzes (Wet op het hoger onderwijs) am 8. Juli 1876 als Vorsitzender des Kuratoriums der Universität Leiden. Nach seinem Tode wurde er auf dem Friedhof in Oegstgeest beigesetzt, wo zu seiner Erinnerung ein Grabdenkmal errichtet.